# 부산 칠보사 목조아미타여래좌상
부산 칠보사 목조아미타여래좌상(釜山 七寶寺 木造阿彌陀如來坐像)은 부산광역시 서구 칠보사에 있는 조선시대의 불상이다. 2018년 12월 5일 부산광역시의 유형문화재 제193호로 지정되었다.

## 개요
부산 칠보사 목조아미타여래좌상은 좁은 어깨에 넓은 다리 폭, 온화하고 부드러운 인상, 두툼하고 긴 귓불, 다리 앞으로 흘러내리는 S자형 끝단 등이 특징이다. 이러한 특징은 18세기 초에 활동한 진열과 그 계보의 조각승에서 보이는 불상의 조형적인 특징이다. 특히 길고 두툼한 귓불, 다리 앞의 S자형 옷주름 끝단 등은 진열의 제자인 상정의 불상에서 볼 수 있는 특징이다. 진열을 계승한 상정은 양주 회암사의 목조여래좌상와 부천 석왕사의 목조관음여래좌상(1755), 합천 해인사 목조여래좌상(1761), 포항 오어사 대웅전 목조삼세 불좌상(1765) 등 불상조성과 장흥 보림사불상(1748), 영광 불갑사 불상(1748), 영주 부석사 무량수전 불상(1767), 경주 불국사 대웅전 불상(1769) 등을 개금한 기록들이 확인되는 18세기 후반을 대표하는 조각승이다.
이 목조여래좌상은 규모는 적지만 상정의 조형성이 잘 드러나며, 다른 상정의 작품과 비교해서 환미감이 돋보이는 작품이다. 따라서 칠보사 아미타여래좌상은 조선후기 불교조각의 조각승 계보와 양식 흐름을 파악하는데 중요한 자료로써 부산광역시 유형문화재로 지정하여 그 가치를 알릴 가치가 있는 작품으로 생각된다.

## 참고 문헌
- 칠보사 목조아미타여래좌상 - 국가유산청 국가유산포털